# 主幹路

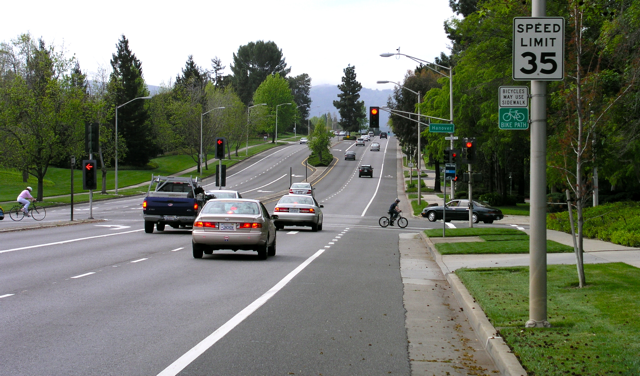
美國加州帕羅奧圖的Page Mill Road是一條典型的市郊主幹路，設有單車徑

主幹路（英語：arterial road）是一種高容量的市區道路，但其交通流量及車速限制低於高速公路（freeway）。主幹路的主要功能是將車流從集流道路輸送至高速公路或快速公路（expressway），以及運輸市區中心之間的車流。因此，許多主幹路都是快速公路，或限制私人通行。由於其交通暢達程度相對較高，許多主幹路鄰近大量的土地使用及市區發展，使其成為重要的市區地方。